# Werner Reinhart
Werner Reinhart (* 19. März 1884 in Winterthur; † 29. August 1951 ebenda) war ein Schweizer Industrieller und  Mäzen.

## Leben
Werner Reinhart wurde als drittes von fünf Kindern von Theodor Reinhart und seiner Frau Lilly, geb. Volkart, geboren. Seine Brüder Hans und Oskar waren ebenfalls Mäzene. Nach einer kaufmännischen Ausbildung in der Firma seiner Eltern verbrachte er ein Jahr in Paris als Volontär bei einem Bankhaus. Danach arbeitete er wieder im elterlichen Unternehmen, dem Handelshaus Gebrüder Volkart. Er unternahm Geschäftsreisen nach England, Indien, China und Japan und wurde 1912 Teilhaber der Firma. 1932 erhielt er einen Ehrendoktortitel der Universität Zürich. Er war unter anderem als Kirchenpfleger, im Vorstand der Gottfried Keller-Gesellschaft sowie fast 40 Jahre lang für das Musikkollegium Winterthur in unterschiedlichen Funktionen tätig. Sowohl als Quästor wie auch als Präsident der Konzertkommission prägte er dessen Entwicklung.
Reinhart förderte viele europäische Komponisten, Literaten und Künstler und korrespondierte mit ihnen. Zu diesem Kreis gehörten Igor Strawinski, Richard Strauss, Othmar Schoeck, Arnold Schönberg, Anton Webern, Alban Berg, Paul Hindemith, Ernst Krenek und Rainer Maria Rilke. Auch war er 1922 massgeblich an der Gründung der Internationalen Gesellschaft für Neue Musik (IGNM/ISCM) und deren Schweizer Sektion, der Schweizerischen Gesellschaft für Neue Musik SGNM (ISCM Switzerland) beteiligt. Seine Villa Rychenberg in Winterthur war ein wichtiger Treffpunkt für Musiker und Autoren. Er vermachte sie dem Musikkollegium Winterthur als Unterrichtsgebäude der Musikschule. Auch der Briefwechsel Reinharts gelangte nach dessen Tod in den Besitz des Musikkollegiums Winterthur. Er ist erfasst im Handschriftenkatalog der Winterthurer Bibliotheken und wird in einem Forschungsprojekt am Musikwissenschaftlichen Institut der Universität Zürich erschlossen.